# LAC - Lugano Arte Cultura
LAC Lugano Arte e Cultura è il più grande centro culturale della città di Lugano nel Canton Ticino che si trova in Svizzera, focalizzato sulla produzione artistica e l’incontro tra le arti, con attenzione a teatro, musica e arti visive. Il centro venne aperto al pubblico il 12 settembre 2015. Il LAC ospita la sede di 2.500 metri quadrati del Museo d’arte della Svizzera italiana (MASILugano, fondato nel 2015 dall'unione del Museo Cantonale d’Arte e il Museo d’Arte della Città di Lugano) e collabora con i partner permanenti Compagnia Finzi Pasca e Orchestra della Svizzera italiana (OSI). 

## Storia
Nel 2001 viene lanciato il bando per il progetto architettonico del LAC Lugano Arte e Cultura che deve rispettare i vincoli della facciate dell’ex Grand Hotel Palace e dei resti del convento e del chiostro. Viene selezionato il progetto dall’architetto Ivano Gianola, esponente della cosiddetta “scuola ticinese” e il suo progetto è caratterizzato dall’assenza di una separazione fisica tra le vie della città e l’edificio, e da una struttura rialzata da pilastri che si apre sul lago senza chiudere lo spazio in un perimetro definito. La costruzione dell’edificio inizia nel 2010.
Il LAC ha un volume complessivo di 180’000 metri cubi. Il centro culturale ospita parte delle collezioni del Museo d'Arte della Svizzera italiana (MASI), nato dall’unione tra il Museo Cantonale d’Arte e il Museo d’Arte di Lugano. La parte dedicata alle arti ha una superficie di 2500 metri quadrati su 3 piani. Lo Spazio 1 espone la collezione d’arte contemporanea di Giancarlo e Danna Olgiati.
La sala teatrale e per concerti a 1000 posti a sedere e una superficie di 800 metri quadrati; la sala è stata progettata dall’architetto Ivano Gianola e la Müller BBM di Monaco di Baviera con l’obiettivo di renderla versatile grazie ad una conchiglia acustica modulabile e grazie ad un sistema mobile della fossa orchestrale che può essere alzata fino al palco. Il Teatrostudio è uno spazio dedicato a sala prove per concerti e spettacoli teatrali e per la presentazione di spettacoli più piccoli; vi sono inoltre numerose sale multiuso. 
Nel 2014 viene nominato direttore Michel Gagnon
 e il centro inaugura nel 2015 con tre settimane di celebrazioni.